# Número normal
Em Matemática, um número normal é um número real cujos algarismos são distribuídos de maneira aleatória no seu desenvolvimento em qualquer base, isto é, os algarismos aparecem todos com a mesma frequência. Os "algarismos" se referem aos algarismos antes da vírgula (a parte inteira) e a seqüência infinita de algarismos após a vírgula (parte decimal).

## Definição
Suponha-se b > 1 um número inteiro e x um número real. Consideremos a seqüência de algarismos de x em um sistema de numeração de base b. Se s é uma seqüência infinita de algarismos em base b, escreve-se N(s,n) para o número de aparições da seqüência s entre os primeiros n algarismos de x. O número x é chamado normal em base b se 
{\displaystyle \lim _{n\to \infty }{\frac {N(s,n)}{n}}={\frac {1}{b^{k}}}}s
para cada seqüência s de comprimento k. Expresso em palavras: a probabilidade de se encontrar a seqüência s entre os algarismos de x é exatamente aquela esperada se a seqüência de algarismos for produzida de maneira completamente aleatória. O número x é chamado de número normal (ou também de número absolutamente normal) se ele for normal em toda base b.
Este conceito foi introduzido pelo matemático francês Émile Borel em 1909.
Um problema até agora sem solução tem sido provar a normalidade de vários números comuns ao cotidiano. É uma crença bem fundada que √2, π, ln(2)  e e possam ser normais, porém uma prova matemática ainda não foi encontrada. 